# Stenungsunds Segelsällskap
Stenungsunds Segelsällskap, STSS, är ett segelsällskap i Stenungsund. Stenungsunds Segelsällskap (STSS) bildades 1964.
STSS:s största evenemang är det årliga Tjörn Runt. Stenungsunds segelsällskap arrangerar tillsammans med Tjörns Segelsällskap, Pater Noster Race där man rundar Hamneskär där Pater Nosterfyren har sin plats. Starten går växelvis ifrån Skärhamn och från Stenungsund, med målgång i Stenungsund alternativt Skärhamn.